# 아기공룡 둘리 - 얼음별 대모험
《아기공룡 둘리 - 얼음별 대모험》은 1996년에 개봉한 대한민국의 애니메이션 영화이다. 20억 원의 제작비로 제작되어 1996년 7월 24일 전국 70여개 극장에서 개봉하였다. 한국영화연감에 따르면 서울시에서 126,872명의 관객수를 기록하였다.
앞서 나온 국산 애니메이션들이 계속 망하다 보니 초반에 극장을 잡지 못했고 난항 끝에 코엑스 대서양관을 빌려 상영했는데 20일 남짓 상영하는 동안 연일 매진 사례를 이뤄 서울에서만 30만 명 이상이 들어왔으며, 1996년 7월 20일에는 지방에서 개봉을 했으나 역시 극장을 제대로 잡지 못한 데다 폭우와 폭염이 번갈아 닥쳐 결국 전국 관객 45만 명을 기록하는데 그쳤다.
이후 2023년 5월 24일에 4K UHD 리마스터로서 재개봉했다.
유튜브에서도 일부 유튜버들이 업로드한 것으로 시청할 수 있었으나, 저작권 문제로 영어판을 제외하고 대부분 삭제되었다.

## 목소리 출연
- 박영남 - 둘리
- 이인성 - 고길동
- 정미숙 - 희동이
- 이선 - 또치 / 영희 ※ 이선의 경우 영희 역만 엔딩 크레딧에서 누락되어 있다.
- 최덕희 - 도우너
- 홍승섭 - 마이콜
- 유해무 - 바요킹
- 차명화 - 공실이
- 김영훈 - 공날이
- 순동운 - 헌터
- 조예신 - 철수
- 양정애 - 둘리엄마
- 홍시호 - 아나운서 / 간수
- 문관일 - 가시고기 / 핵충